# Martin Habáň
Martin Habáň (* 23. října 1981 Přerov) je český politik, člen politického hnutí Starostové a nezávislí, v letech 2014–2024 starosta obce Březina (u Křtin) v okrese Brno-venkov.

## Studium
V letech 1993–2000 studoval na Gymnáziu Jakuba Škody, kde spoluzakládal a následně působil ve Studentském senátu. V roce 2001 nastoupil ke studiu na Fakultě sociálních studií Masarykovy univerzity v Brně a to na bakalářské studijní programy politologie a mezinárodní vztahy, s následným magisterským studijním programem oboru politologie, který dokončil v roce 2008. Během svých studií publikoval několik článků a podílel se také na několika knižních publikací.

## Život a kariéra
Martin Habáň žije v obci Březina (u Křtin), jeho partnerem je od roku 2018 Lukáš Kocián. Otevřené se hlásí ke své homosexuální orientaci, svým působením, ale i finančně podporuje organizace bojující za práva homosexuálů, rovných příležitostí a manželství pro všechny.
Od prosince 2004 do června 2007 pracoval jako marketingový poradce internetového portálu Seznam.cz. Následně se stal jednatel společnosti LUVR s.r.o., která se zabývala internetovým marketingem a vlastnila několik internetových obchodů. Funkci jednatele společnosti LUVR s.r.o. oficiálně opustil v dubnu 2019, ovšem většinu svých pravomocí předal svým kolegům po oficiálním zvolení za starostu obce Březina v listopadu 2014.
Od března 2013 se zabývá profesionálně také genealogií.

## Politická kariéra
V roce 2002 vstoupil do politické strany Evropští demokraté (ED), spoluzakládal brněnskou a jihomoravskou organizace této strany. Ve volbách do Evropského parlamentu v roce 2004 za tuto stranu kandidoval na 22. místě a byl nejmladším z kandidátů této politické strany při těchto volbách. Poté, co se Evropští demokraté spojili s hnutím SNK sdružení nezávislých do politické strany SNK Evropští demokraté a ideové směřování strany se přiklonilo od liberálních idejí ke křesťansko-demokratickým a konzervativním, opustil tuto politickou stranu. V letech 2015 - 2023 byl členem politického hnutí Starostové a nezávislí.
V roce 2010 se přestěhoval do obce Březina, kde po několika měsících založil společně s přáteli občanské sdružení PRO Březinu – Prosperita, Rozvoj, Obnova, které mělo za cíl pracovat na obnově obce, kulturního a společenského života a boj proti plánovanému lomu na mramor v těsné blízkosti obce. To se nakonec také podařilo a snaha otevřít lom byla zmařena. Martin Habáň vedl kandidátku PRO Březinu do komunálních voleb 2014, kdy přetrvávala snaha neumožnit vznik lomu, zvýšit transparentnost vedení obce a zahájit zásadní rekonstrukce (průtah obcí Březinou, nový obecní úřad, hasičská zbrojnice). Kandidátka PRO Březinu zvítězila ve volbách se ziskem 58,20 % a získala 4 mandáty z celkových 7. Martin Habáň jako jednička kandidátky byl 11. listopadu 2014 starostou obce Březina. Znovu pak vedl kandidátku Společně pro Březinu ve volbách 2018 a 2022. V obou případech šlo o jedinou kandidátní listinu v obci a po volbách byl znovuzvolen starostou obce.
Od února 2017 je členem Komise Rady Jihomoravského kraje pro informační otevřenost (2017–2021), aktuálně působící pod název Komise Rady Jihomoravského kraje pro IT a e-government. Je velkým propagátorem tzv. smart řešení i na malých obcích. Od června 2021 je předsedou Dobrovolného svazku obcí Spolek pro rozvoj venkova Moravský kras.
Během pandemie covidu-19 se mu podařilo zajistit sedm tisíc respirátorů třídy FFP2 za milion korun a to bez vládní pomoci. Respirátory pak následně posloužily také dalším obcím, lékařským zařízením a domovům pro seniory. Byl také iniciátorem vzdoru proti vládnímu nařízení o omezení pohybu lidí mezi okresy v únoru 2021, poukazoval na organickou propojenost okresů Brno-město a Brno-venkov. Po tlaku starostů a hejtmana kraje rozhodlo Ministerstvo vnitra ĆR o sloučení těchto dvou okresů z pohledu tohoto omezení.